# Robert Lengyel
Robert Lengyel ist ein ehemaliger österreichischer Fußballspieler.

## Karriere

### Vereine
Lengyel spielte zunächst für den im niederösterreichischen Traiskirchen ansässigen Verein Semperit Traiskirchen, zuletzt in der Landesliga Niederösterreich, der dritthöchsten Spielklasse im österreichischen Fußball, bevor er vom ESV Admira-NÖ Energie Wien verpflichtet, für diesen von 1967 bis 1969 in der Nationalliga, der seinerzeit höchsten Spielklasse im österreichischen Fußball eingesetzt wurde. In seiner Premierensaison für den Verein aus dem Wiener Stadtteil Jedlesee bestritt er 20 Punktspiele, in denen er acht Tore erzielte. Sein Debüt gab er am 2. September 1967 (3. Spieltag) bei der 1:4-Niederlage im Auswärtsspiel gegen den FC Wacker Innsbruck und erzielte mit dem Anschlusstreffer zum 1:2 sogleich sein erstes Tor. Im ersten Heimspiel für seine Mannschaft eine Woche später, erzielte er drei Tore beim 7:0-Sieg über den SK Sturm Graz. In der Folgesaison, seiner letzten für den Verein, wurde er lediglich neunmal eingesetzt und trug so zu Platz 7 am Saisonende bei und damit um einen Platz besser als die Saison zuvor. Während seiner Vereinszugehörigkeit kam er pro Saison jeweils zweimal in Spielen um den ÖFB-Cup und einmal, am 11. Dezember 1968 beim 2:2-Unentschieden bei Vardar Skopje im Erstrundenhinspiel im wiederbelebten Wettbewerb um den Mitropapokal zum Einsatz.
Über seine Zeit von 1969 bis 1974 ist nichts weiter dokumentiert, bis er in der Saison 1974/75 für den Casino Baden AC in der zweithöchsten Spielklasse, der Regionalliga Ost, zwei Punktspiele bestritt – jeweils über 90 Minuten und jeweils torlos unentschieden. Am 26. Oktober 1974 (10. Spieltag) im Auswärtsspiel gegen den SV Rechnitz und am 15. Februar 1975 (3. Spieltag) im Heimspiel gegen den SC Pinkafeld.

### Nationalmannschaft
Lengyel kam 1967 – noch vor seinem Wechsel zum SK Admira Wien – für die Amateurnationalmannschaft im Wettbewerb um den UEFA Amateur Cup zum Einsatz, an dessen Ende der Pokalgewinn stand. Am 18. Juni gehörte er der Finalmannschaft an, die in Palma mit 2:1 über die Amateurnationalmannschaft Schottlands gewann.